# Resolutie 682 Veiligheidsraad Verenigde Naties
Resolutie 682 van de Veiligheidsraad van de Verenigde Naties werd unaniem aangenomen op 21 december 1990.

## Achtergrond
Nadat in 1964 geweld was uitgebroken tussen de Griekse- en Turkse bevolkingsgroep op Cyprus, stationeerden de VN de UNFICYP-vredesmacht op het eiland. Die macht werd daarna steeds om het half jaar verlengd. 
In 1974 bezette Turkije het noorden van Cyprus na een Griekse poging tot staatsgreep. In 1983 werd dat noordelijke deel met Turkse steun van Cyprus afgescheurd. Midden 1990 begon het toetredingsproces van (Grieks-)Cyprus tot de Europese Unie, maar de EU erkende de Turkse Republiek Noord-Cyprus niet.

## Inhoud
De Veiligheidsraad:
- herinnert aan resolutie 186 uit 1964 die UNFICYP oprichtte voor drie maanden;
- herinnert ook aan de daaropvolgende resoluties die UNFICYP verlengden, waarvan resolutie 680 de meest recente is;
- bevestigt de verklaring van 's Raads voorzitter, waarin de leden benadrukten dat de VN-vredesmacht op een stevige financiële basis moet berusten;
- is bezorgd over de chronische en dieper wordende financiële crisis waarmee de Macht te kampen heeft;

1. besluit om het probleem met de kosten van de VN-vredesmacht te bestuderen en tegen 1 juni 1991 een alternatieve regeling mede te delen;
2. besluit ook om zich voor juni 1991 te beraden over die alternatieve financiering, om ze samen met de verlenging van het mandaat op 15 juni 1991 te doen ingaan.

## Verwante resoluties
- Resolutie 657 Veiligheidsraad Verenigde Naties
- Resolutie 680 Veiligheidsraad Verenigde Naties
- Resolutie 697 Veiligheidsraad Verenigde Naties (1991)
- Resolutie 698 Veiligheidsraad Verenigde Naties (1991)

Lijst ·  647 ·  648 ·  649 ·  650 ·  651 ·  652 ·  653 ·  654 ·  655 ·  656 ·  657 ·  658 ·  659 ·  660 ·  661 ·  662 ·  663 ·  664 ·  665 ·  666 ·  667 ·  668 ·  669 ·  670 ·  671 ·  672 ·  673 ·  674 ·  675 ·  676 ·  677 ·  678 ·  679 ·  680 ·  681 ·  682 ·  683